# Megabothris acerbus
Megabothris acerbus är en loppart som först beskrevs av Jordan 1925.  Megabothris acerbus ingår i släktet Megabothris och familjen fågelloppor. Inga underarter finns listade i Catalogue of Life.